# Наро, Бенедетто
Бенедетто Наро (итал. Benedetto Naro; 26 июля 1744, Рим, Папская область — 6 октября 1832, Рим, Папская область) — итальянский куриальный кардинал. Губернатор Кастель-Гандольфо с 30 декабря 1807 по 8 марта 1816. Префект Дома Его Святейшества и Префект Апостольского дворца с 30 декабря 1807 по 8 марта 1816. Префект Священной Конгрегации индульгенций и священных реликвий с 29 ноября 1818 по 3 февраля 1821. Префект Священной Конгрегации дисциплины монашествующих с 3 февраля 1821 по 6 октября 1832. Архипресвитер патриаршей Либерийской базилики с 1 января 1824 по 6 октября 1832. Кардинал-священник с 8 марта 1816, с титулом церкви Сан-Клементе с 29 апреля 1816 по 6 октября 1832.